# Adolph Schlyssleder
Adolph Schlyssleder, cunoscut și ca Adolph Schlissleder, Schlyßleder, Schiessleder (n. 28 iunie 1909, München – d. 3 mai 1995, Stephanskirchen) a fost un editor de montaj, asistent de regie și regizor german.

## Viață și activitate
Adolph Schlissleder a urmat o școală de fotografi după de a abasolvit liceul. În 1937 și-a început activitatea cinematografică în calitate de asistent de regie sub numele Adolph Schiessleder  - o activitate pe care a desfășurat-o până la începutul anilor '60. A regizat în 1942 filmul Der Hochtourist (1942). Schlyssleder s-a concentrat în perioada următoare pe activitatea de montaj de imagine, aceasta devenind din 1944 principala sa ocupație.
Până și în cursul anilor '70 el a realizat în Bavaria montajul mai multor filme, lucrând în prima parte a anilor '50 mai ales la producțiile bavareze ale lui Petru Ostermayr. În anul 1955 Schlyssleder a fost invitat în Franța și a lucrat la versiunea finală germană a „capodoperei” Lola Montez a lui Max Ophuls, acesta fiind și cel mai important film din intreaga sa carieră. Activitatea sa de mai târziu - mai ales filme de comedie - nu au o mare importanță.
Schlyssleder a lucrat ocazional și pentru televiziune.

## Filmografie

### Montaj
- Peterle (1942)
- Schuß um Mitternacht (1944)
- Münchnerinnen (1944)
- Der Millionär (1945/1947)
- Zwischen Gestern und Morgen (1947)
- Das verlorene Gesicht (1948)
- Heimliches Rendezvous (1949)
- Verspieltes Leben (1949)
- Geliebter Lügner (1949)
- Kein Engel ist so rein (1949)
- Alles für die Firma (1950)
- Der Geigenmacher von Mittenwald (1950)
- Unvergängliches Licht (1950)
- Die Alm an der Grenze (1951)
- Drei Kavaliere (1951)
- Die schöne Tölzerin (1952)
- Der Herrgottschnitzer von Ammergau (1952)
- Der Klosterjäger (1953)
- Ehestreik (1953)
- Liebe und Trompetenblasen (1953)
- Schule für Eheglück (1954)
- Schloß Hubertus (1954)
- Geliebtes Fräulein Doktor (1954)
- Lola Montez (1955)
- Die fröhliche Wallfahrt (1956)
- Rot ist die Liebe (1956)
- Vater unser bestes Stück (1957)
- Zwei Bayern im Harem (1957)
- Mikosch, der Stolz der Kompanie (1957)
- Mein Mädchen ist ein Postillion (1958)
- Wenn Mädchen ins Manöver zieh’n (Zauber der Montur) (1958)
- Gräfin Mariza (1958)
- Ich und die Kuh (La vache et le prisonnier) (1959)
- Einen Sommer, den man nie vergißt (1959)
- Immer will ich dir gehören (1960)
- Der Hochtourist (1961)
- Sein bester Freund (1962)
- Volles Herz und leere Taschen (1963)
- Das fliegende Klassenzimmer (1973)
- Als Mutter streikte (1974)
- Unordnung und frühes Leid (1976)
- Die Jugendstreiche des Knaben Karl (1977)
- Mihail, cîine de circ (1979)

### Regie
- Der Hochtourist (1942)